# Palais Longo

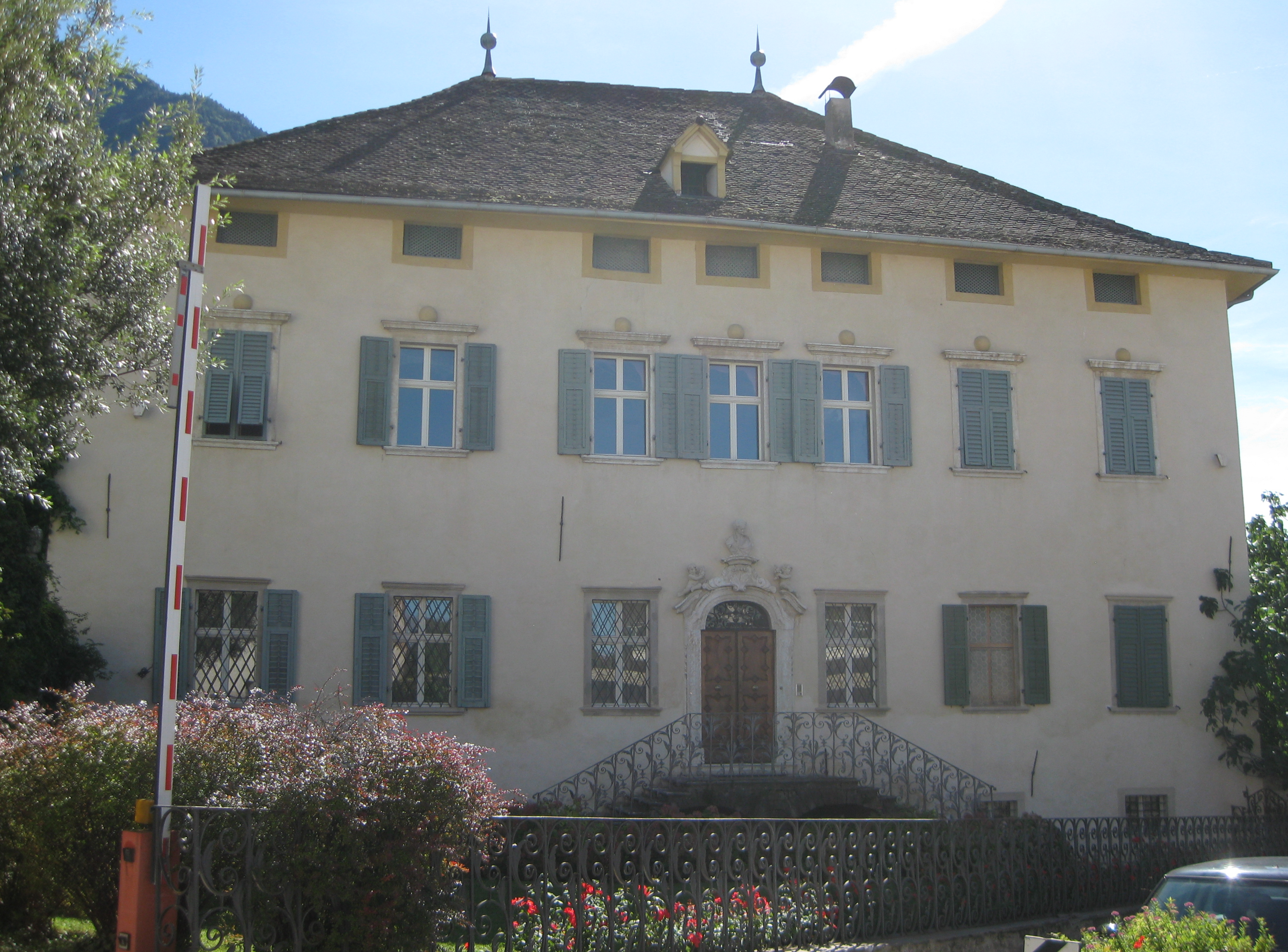
Palais Longo in Neumarkt an der Etsch in Südtirol

Der Palais Longo ist ein barockes Adelspalais in Neumarkt an der Etsch (Südtirol, Italien). Das Gebäude ist denkmalgeschützt.

## Lage
Der Palais Longo liegt am Rand des Dorfzentrums in der Fleimstaler Straße 30–32 (italienisch Via Val di Fiemme) in Neumarkt.  

## Geschichte

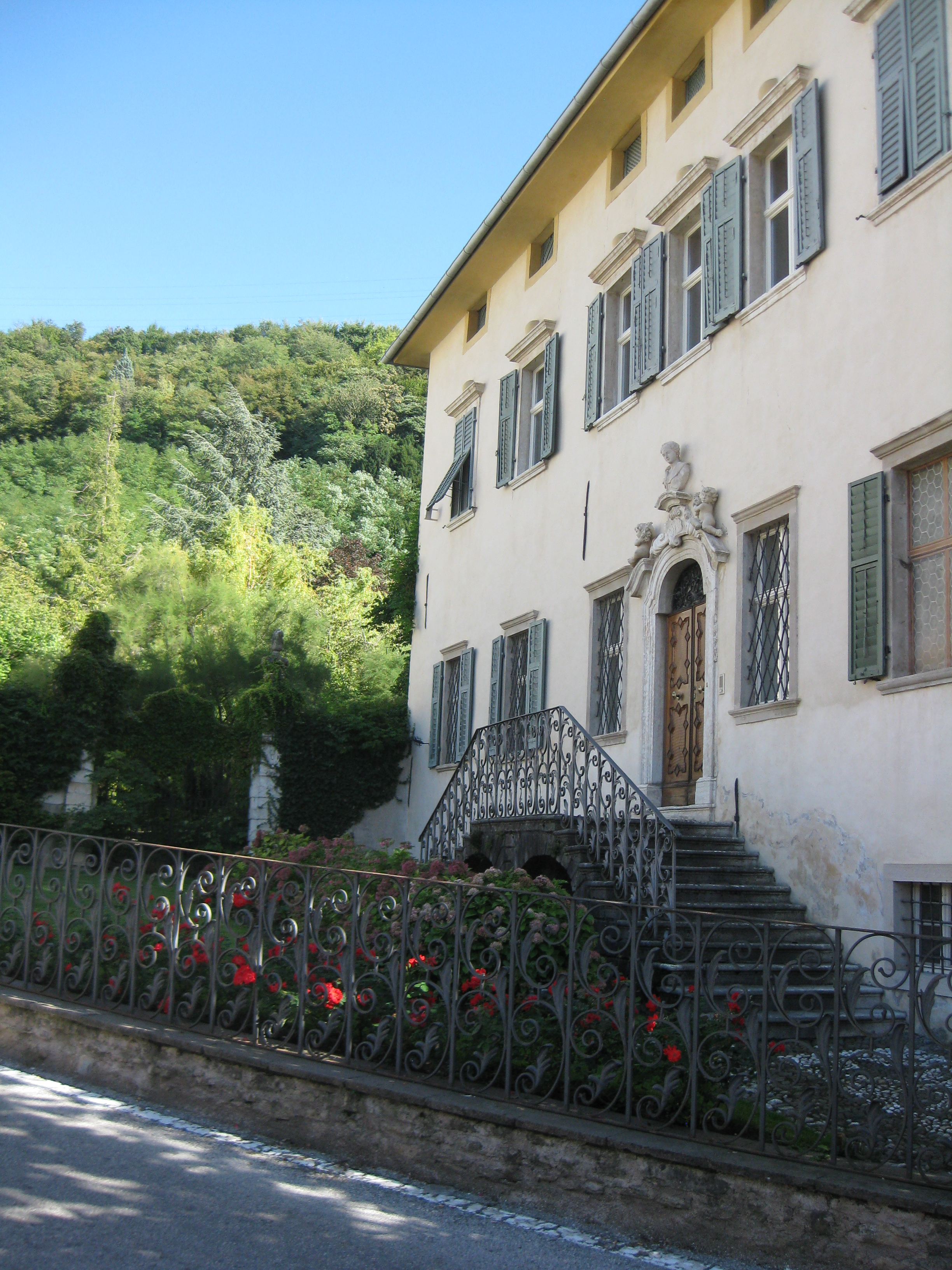
Eingangsbereich Palais Longo in Neumarkt

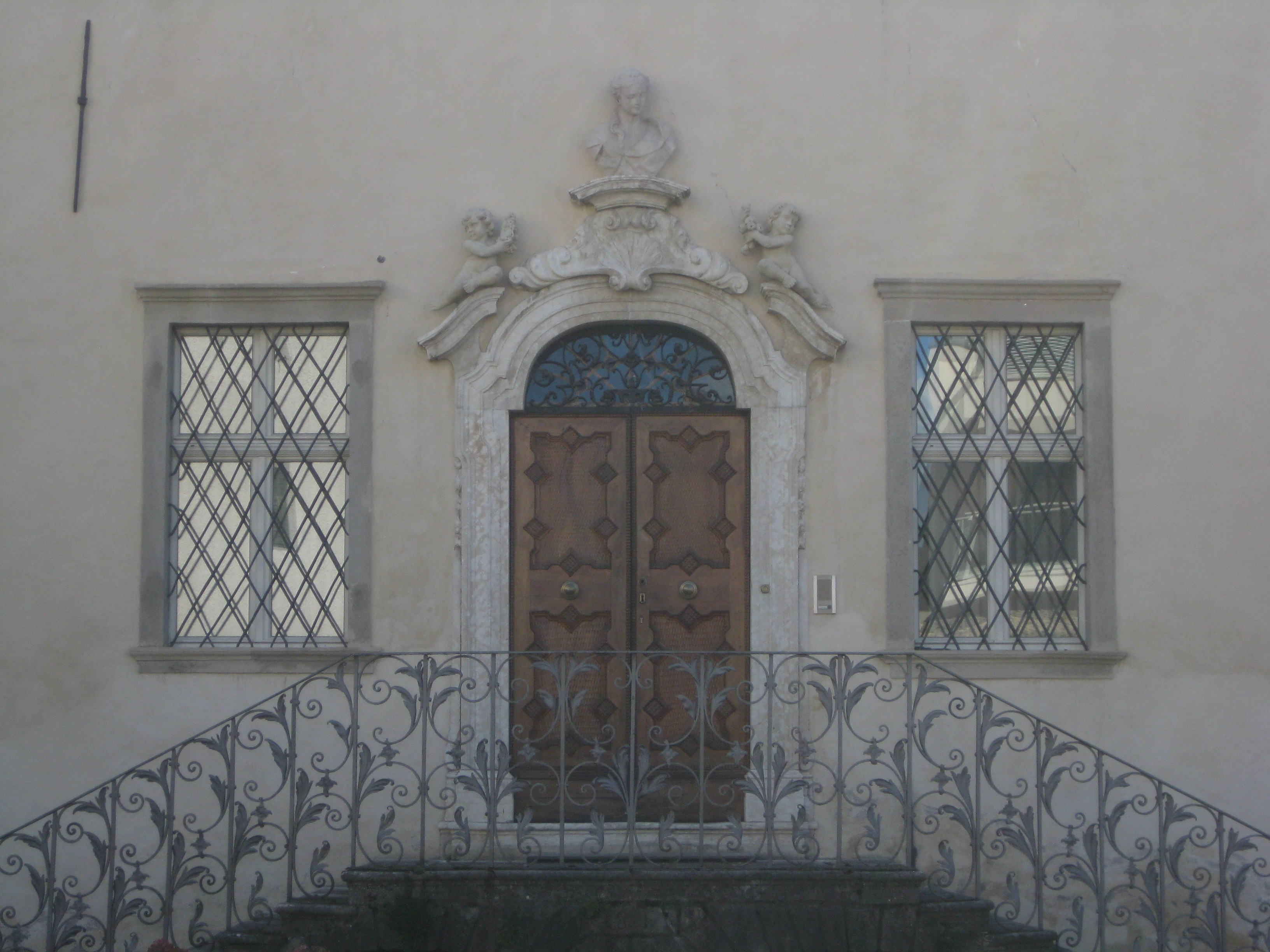
Eingangsportal

Das Herrenhaus wurde im 17. Jahrhundert errichtet und erhielt im zweiten Viertel des 18. Jahrhunderts seine heutige Gestalt. Etwa um 1770 erwarb die Familie Baron Longo von Liebenstein den Palais und gliederte ihn zusammen mit dem Villner Schlössl in das Weingut der Familie ein. Mit Ende des Ersten Weltkriegs fiel Südtirol an das Königreich Italien. Im Oktober 1922 übertrug Italiens König Viktor Emanuel III. die Regierung an die italienischen Faschisten unter Benito Mussolini. Ein Jahr später mussten Anton Freiherr von Longo-Liebenstein und sein Sohn Felix (1888–1961) per Ausweisungsdekret Neumarkt in Richtung Klagenfurt verlassen. Erst im September 1932 konnte die Familie wieder nach Südtirol zum Gut zurückkehren.

## Architektur
Das traufständige Gebäude mit Walmdach wurde als zweigeschoßiger Putzbau mit Mezzaningeschoß über einem hohen Kellergeschoss errichtet. Die siebenachsige Fassade des Hauses ist regelmäßig gestaltet. Über eine zweiflügelige Freitreppe gelangt man zu einem barocken Portal mit einem markanten Steinrahmen und gesprengtem Giebel, der mit zwei Putten und einer weiblichen Büste geschmückt ist. Im Inneren befinden sich Stuckdekorationen, bemalte Tapeten und Deckengemälde, die Ereignisse aus dem Alten Testament, Jagdszenen, sowie Darstellungen aus der griechischen Mythologie zeigen. Darunter etwa eine Darstellung der Entführung Oreithyias durch Boreas. Zudem sind Hochreliefs in Stuck von Franz Hannibal Bittner und Fresken von Giacomo Antonio Delai vorhanden. Im Festsaal des Hauses befinden sich insgesamt elf Deckenbilder, wovon das größte die Gigantomachie zeigt. Dieser Saal stellt in seiner Gesamtheit ein Zeugnis des Rokokos im Südtiroler Unterland dar.
Zum Palais gehört außerdem ein großzügig angelegter Park, der sich bis zum Wald am Dorfrand von Neumarkt erstreckt.

## Weingut
Seit ca. 1770 befindet sich das Gebäude als Teil eines Weingutes im Eigentum der Adelsfamilie Longo. 2015 übernahm Anton von Longo-Liebenstein von seinem Vater Felix das Weingut. Im Palais Longo befindet sich der Weinkeller des Gutes. Teile des historischen Weinkellers wurden bis heute erhalten, der Großteil jedoch 2015 neu gestaltet. 